# Reprezentacja Słowenii na Mistrzostwach Europy w Wioślarstwie 2009
Reprezentacja Słowenii na Mistrzostwach Europy w Wioślarstwie 2009 liczyła 9 sportowców. Najlepszymi wynikami było 8. miejsce w czwórce bez sternika mężczyzn.

## Medale

### Złote medale
Brak

### Srebrne medale
Brak

### Brązowe medale
Brak

## Wyniki

### Konkurencje mężczyzn
- jedynka (M1x): Janez Zupan – 17. miejsce
- czwórka bez sternika (M4-): Matevž Kaiser, Marko Grace, Blaž Velcl, Rok Gradišnik – 8. miejsce
- czwórka podwójna (M4x): Janez Zupanc, Gašper Fistravec, Janez Jurše, Iztok Čop – 9. miejsce